# アップルジャック

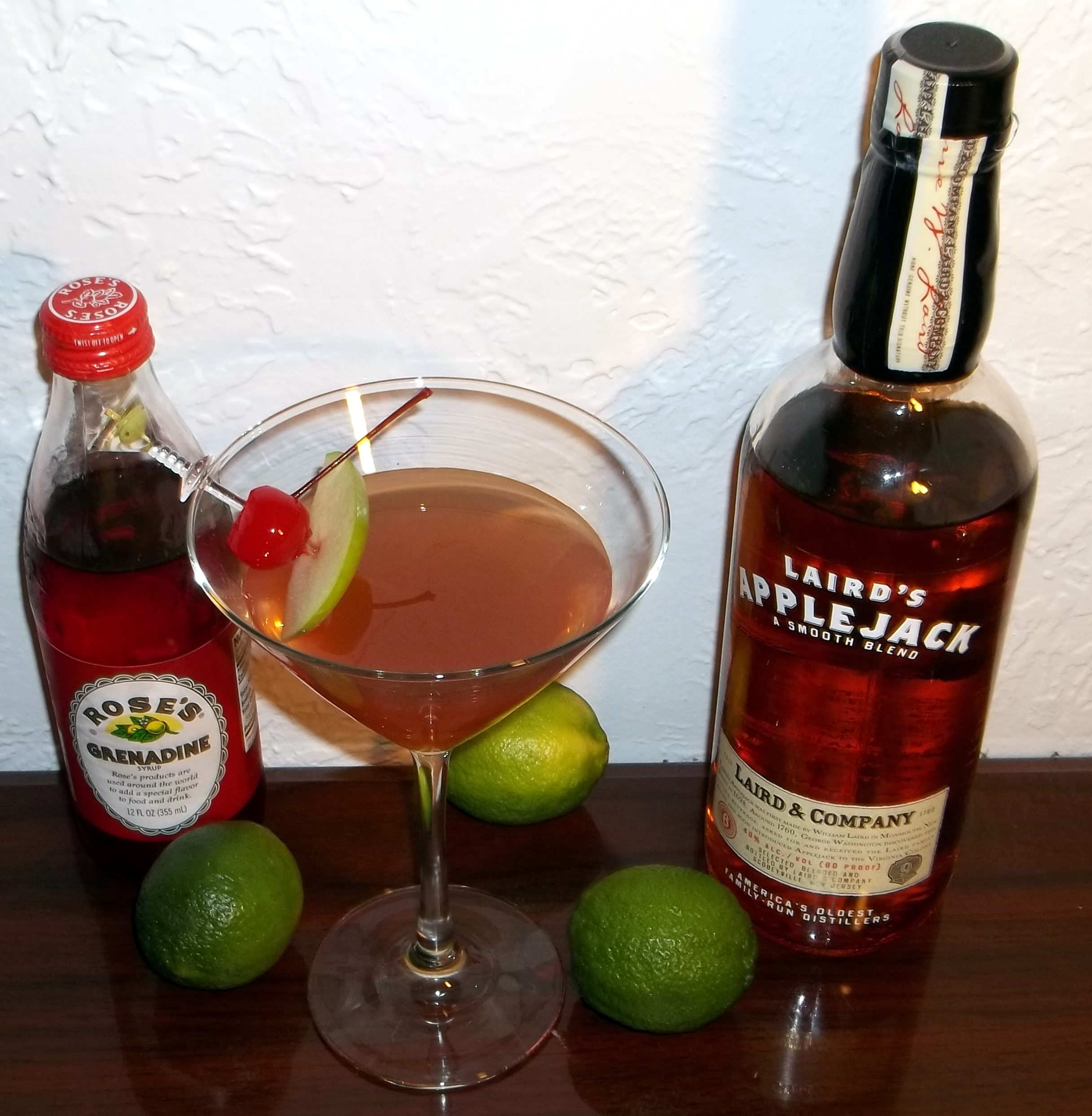
ジャック・ローズとそのレシピに使われたアップルジャック。

アップルジャック（英語: Applejack）はアメリカ植民地時代に普及した、リンゴを原料として造られるアルコール飲料である。"Jack"は英語で「(アルコール度数を)増やす」、特に「凍結濃縮する」というこの飲料の伝統的製法を説明するために付け加えられた言葉である。

## 歴史
ニュージャージー植民地において、アップルジャックは道路建設隊への賃金として使われ、これは「ジャージー・ライトニング」という俗称へと繋がった 。
アメリカで最も古い、認可を受けたアップルジャックの醸造所はニュージャージー州スコベイービルのレアード・アンド・カンパニーであり、これはアメリカ国内に残る唯一のアップルジャックの醸造所でもある。
なぜなら凍結濃縮法は一般の蒸留に比べて原始的な手法であり、たとえば熱を作り出すために薪を燃やしたりする必要が無いため、穀物から造る酒類よりも高価ではあるがシードルとアップルジャックは歴史的に製造が容易であるとされてきたからである。従ってこれらは植民地時代のアメリカ及び初期のアメリカ合衆国、特に気候が冷涼で衛生的な飲料水を手に入れづらかった北部地域において重要な飲料となった。
イギリスにおいては、シードルを製造した後の搾りかすを発酵・蒸留した酒をアップル・ジャックと呼んでアップル・ブランデーと区別している。

## 生産
伝統的には、アップルジャックはフルーツビールなどと同様、冬期にシードルを寒中に放置し、成分を濃縮することによって製造される。シードル中に含まれる水分が凍結してできた氷は定期的に取り除かれ、そうすることによって外気の温度で凍結することのないアルコールは濃縮されていく。当初は10度に満たなかったアルコールの度数は結果として25度から40度近くにまで上昇する。
商業生産が始まってからはアップルジャックも一般的な蒸留法を用いて製造されることとなった。
現在のアップルジャックは凍結濃縮法ではなくアップル・ブランデーと中性スピリッツの配合によって製造されている。蒸留によってアルコール度数55 – 65%まで濃縮し、そこに水と中性スピリッツを混ぜることでアルコール度数40 – 50%に調整。その後2 – 3年の熟成を経る。

## 人気の減衰
穀物、蒸留器、衛生的な飲料水の可用性の高さ、そして19世紀中葉に始まったパスチャライゼーションの影響、またコスト面の影響によりアップルサイダー、そしてアップルジャックは次第に他の飲料、酒類に移り変わっていった。
また伝統的製法で造られたアップルジャックは健康上の問題も抱える。凍結蒸留法では飲用可能なエタノールだけでなくメタノールやフーゼル油などの健康に害を与える成分をも濃縮してしまうのである。多くの国では健康上の問題から凍結濃縮によって製造されたアップルジャックは法律上禁止されている。分子ふるいに吸着させメタノールを削減する手法は実用的なものであると考えられている。